# Le Sap-André
Le Sap-André é uma comuna francesa na região administrativa da Normandia, no departamento Orne. Estende-se por uma área de 9,62 km². Em 2010 a comuna tinha 124 habitantes (densidade: 12,9 hab./km²).